# Пучункаві
Пучункаві (ісп. Puchuncaví) — селище в Чилі. Адміністративний центр однойменної комуни. Населення селища - 3575 осіб (2002). Селище і комуна входить до складу провінції Вальпараїсо і регіону Вальпараїсо.
Територія — 300 км². Чисельність населення - 18 546 мешканців (2017). Щільність населення - 61,8 чол./км².

## Розташування
Селище розташоване за 44 км на північний схід від адміністративного центру області міста Вальпараїсо.
Комуна межує:
- на півночі - з комуною Сапальяр
- на сході — з комуною Ногалес
- на південному сході — з комуною Ла-Крус
- на півдні - з комуною Кільйота
- на південному заході - з комуною Кінтеро

На заході знаходиться узбережжя Тихого океану.